# بول روزنر
بول روزنر (بالإنجليزية: Paul Rosner)‏ مواليد 11 ديسمبر 1972 في جوهانسبرغ، هو لاعب كرة مضرب جنوب أفريقي سابق بدأ مسيرته كمحترف سنة 1996 وكان يلعب باليد اليمنى. أعلى تصنيف له في الزوجي كان المركز الـ 62 في سنة 1998.

## النهائيات

### الزوجي: 1 (1–0)
| الحصيلة | الرقم | السنة | الدورة           | الأرضية | الشريك        | المنافس في النهائي              | النتيجة في النهائي |
| ------- | ----- | ----- | ---------------- | ------- | ------------- | ------------------------------- | ------------------ |
| الفوز   | 1.    | 1998  | بولونيا، إيطاليا | ترابية  | براندون كوبيه | جورجيو جاليمبيرتي ماسيمو فاليري | 7–6, 6–3           |

## روابط خارجية
- بول روزنر على موقع رابطة محترفي التنس (الإنجليزية)
- بول روزنر على موقع الاتحاد الدولي لكرة المضرب (الإنجليزية)
- بول روزنر على موقع خلاصة التنس.كوم (الإنجليزية)